# مارک رولاند
مارک رولاند (انگلیسی: Mark Rowland؛ زادهٔ ۷ مارس ۱۹۶۳) ورزشکار دو و میدانی اهل بریتانیا است.